# Hamippos
Gli hamippoi (al singolare hamippos) erano dei fanti leggeri schierati negli eserciti delle poleis dell'antica Grecia a partire dal V secolo a.C..

## Storia
Gli hamippoi sono menzionati per la prima volta nell'esercito del tiranno di Siracusa Gelone; vennero poi utilizzati durante la guerra del Peloponneso e fino alla prima metà del IV secolo a.C.

## Descrizione
Un hamippos si posizionava sotto la pancia del cavallo del proprio commilitone e, mentre questi teneva occupato il cavaliere avversario, lui lo colpiva mortalmente da sotto.
L'equippaggiamento era in genere formato da un copricapo a forma di pilos, in feltro o cuoio; una corta tunica ed una spada.